# 錢伯林冰川
67°34′S 65°33′W / 67.567°S 65.550°W
錢伯林冰川（英語：Chamberlin Glacier），是南極洲的冰川，位於葛拉漢地的鮑曼海岸，最終在馬西斯冰川東南面7公里注入旋風灣，在1928年12月20日由澳大利亞探險家發現，現時由南極條約體系管理。